# Élections aux parlements des communautés autonomes d'Espagne de 2019
Les élections dans les communautés autonomes espagnoles de 2019 (en espagnol : elecciones autonómicas de 2019) ont lieu le 26 mai 2019 afin de renouveler les parlements des 12 communautés autonomes soumises au régime électoral général et des deux villes autonomes de Ceuta et Melilla. Le même jour ont lieu les élections européennes et les élections municipales.

## Contexte

### Communautés concernées
| Aragon Asturies îles Baléares îles Canaries Cantabrie Castille-et-León Castille-La Manche Estrémadure La Rioja Communauté · de Madrid Région · de Murcie Navarre Ceuta Melilla |

## Résultats

### Présidences
| Communauté autonome  | Président sortant | Président sortant        | Parti | Maj. sortante   | Président élu | Président élu             | Parti | Nv. maj.             |
| -------------------- | ----------------- | ------------------------ | ----- | --------------- | ------------- | ------------------------- | ----- | -------------------- |
| Aragon               |                   | Javier Lambán            | PSOE  | PSOE-CHA        |               | Javier Lambán             | PSOE  | PSOE-CHA-Podemos-PAR |
| Asturies             |                   | Javier Fernández         | PSOE  | PSOE            |               | Adrián Barbón             | PSOE  | PSOE                 |
| Îles Baléares        |                   | Francina Armengol        | PSOE  | PSOE-Més-MpM    |               | Francina Armengol         | PSOE  | PSOE-UP-Més          |
| Îles Canaries        |                   | Fernando Clavijo         | CC    | CC              |               | Ángel Víctor Torres       | PSOE  | PSOE-NC-Podemos-ASG  |
| Cantabrie            |                   | Miguel Ángel Revilla     | PRC   | PRC-PSOE        |               | Miguel Ángel Revilla      | PRC   | PRC-PSOE             |
| Castille-et-León     |                   | Juan Vicente Herrera     | PP    | PP              |               | Alfonso Fernández Mañueco | PP    | PP-Cs                |
| Castille-La Manche   |                   | Emiliano García-Page     | PSOE  | PSOE-Podemos    |               | Emiliano García-Page      | PSOE  | PSOE                 |
| Estrémadure          |                   | Guillermo Fernández Vara | PSOE  | PSOE            |               | Guillermo Fernández Vara  | PSOE  | PSOE                 |
| La Rioja             |                   | José Ignacio Ceniceros   | PP    | PP              |               | Concha Andreu             | PSOE  | PSOE-Podemos         |
| Communauté de Madrid |                   | Pedro Rollán Ojeda       | PP    | PP              |               | Isabel Díaz Ayuso         | PP    | PP-Cs                |
| Région de Murcie     |                   | Fernando López Miras     | PP    | PP              |               | Fernando López Miras      | PP    | PP-Cs                |
| Navarre              |                   | Uxue Barkos              | GB    | GB-EH Bildu-I-E |               | María Chivite             | PSOE  | PSOE-GB-Podemos      |
| Ceuta                |                   | Juan Jesús Vivas         | PP    | PP              |               | Juan Jesús Vivas          | PP    | PP                   |
| Melilla              |                   | Juan José Imbroda        | PP    | PP-PPL          |               | Eduardo de Castro         | Cs    | CpM-PSOE-Cs          |

### Analyse
Le PSOE est globalement en forte hausse, tandis que le parti de gauche radicale Podemos est en baisse. À droite, le Parti Populaire est en forte baisse, ce qui profite à Ciudadanos. Les nationalistes de Vox font aussi leur entrée dans plusieurs parlements régionaux et y décrochent leurs premiers sièges.

## Élections anticipées

### Communauté valencienne
Les élections régionales de la Communauté valencienne ont eu lieu de manière anticipée, le 28 avril 2019. La coalition sortante de gauche y a été réélue.